# 则戎镇
则戎镇，原为则戎乡，是中华人民共和国贵州省黔西南布依族苗族自治州兴义市下辖的一个乡镇级行政单位。2019年7月撤乡设镇。

## 行政区划
则戎镇下辖以下地区：
安章村、卧嘎村、坪寨村、拱桥村、长冲村、干嘎村、冷洞村、硐山村、半边街村、花朗村和长朝村。